# Domnall Rúad mac Gilla Pátraic
Domnall Rúad mac Gilla Pátraic  (mort en  1109) est un co-roi Leth rí d'Osraige.

## Origine
La chronologie et l'épithète « Rúad » suggèrent qu'il soit le fils de Gilla Pátraic Rúad et le frère de Donnchad Bálc (̟mort en 1123) . Et bien qu'il soit tentant de l'identifier, sur la base du Banshenchas, comme le fils de Órlaith, l'épouse de Gilla Pátraic,  cela est incertain en raison de l'histoire textuelle problématique de l'entrée du Banschenchas d'Órlaith.

## Contexte
La liste « Reges Ossairge » du Livre de Leinster mentionne son règne conjoint avec Cerball et Find Hua Cáellaide .Les annales d'Ulster les annales des quatre maîtres et les annales de Loch Cé relèvent sa mort en 1109 a priori accidentelle « tué par un autre jeune, lors d'un jeu, par un jet de pierre » 